# Силвер Пик (Невада)
Силвер Пик (енгл. Silver Peak) насељено је место без административног статуса у америчкој савезној држави Невада.

## Демографија
По попису из 2010. године број становника је 107.
| Група             | 2000.    | 2010.      |
| Белци             | 0 (0,0%) | 99 (92,5%) |
| Афроамериканци    | 0 (0,0%) | 0 (0,0%)   |
| Азијати           | 0 (0,0%) | 0 (0,0%)   |
| Хиспаноамериканци | 0 (0,0%) | 6 (5,6%)   |
| Укупно            | 0        | 107        |